# Републикански път III-2083
Републикански път IIІ-2083 е третокласен път, част от Републиканската пътна мрежа на България, преминаващ изцяло по територията на Варненска област. Дължината му е 15,3 km.
Пътят се отклонява наляво при 33 km на Републикански път III-208, на 2 km източно от град Дългопол и се насочва на юг. Веднага пресича река Камчия, при разклона за село Сава завива на изток по долината на реката, минава през село Цонево и в центъра на село Гроздьово се свързва с Републикански път III-904 при неговия 23,1 km.
| Пътища, отклоняващи се надясно (населено място, № на пътя, посока на пътя) | km   | Пътища, отклоняващи се наляво (посока на пътя, № на пътя, населено място) |
| -------------------------------------------------------------------------- | ---- | ------------------------------------------------------------------------- |
| Община Дългопол, III-208, 33 km ←                                          | 0,0  | ← 33 km, III-208, Община Дългопол                                         |
| (за с. Сава) общински път ←                                                | 1,5  |                                                                           |
| с. Цонево                                                                  | 6,8  | → с. Цонево, общински път (за с. Величково)                               |
| Община Долни чифлик                                                        | 12,3 | Община Долни чифлик                                                       |
| (от с. Старо Оряхово) III-904, 23,1 km, с. Гроздьово →                     | 15,3 | → с. Гроздьово, 23,1 km, III-904 (до гр. Провадия)                        |